# Tolpia palawani
Tolpia palawani là một loài bướm đêm thuộc họ Erebidae. Nó được tìm thấy ở Palawan ở Philippines.
Sải cánh dài 11–13 mm. Cánh sau màu nâu và phía dưới nâu đồng nhất.